# فابينيو سانتوس
فابينيو سانتوس (26 يونيو 1973 في البرازيل – )؛ هو لاعب كرة قدم سابق كان يلعب كلاعب وسط.

## وصلات خارجية
- فابينيو سانتوس على موقع رابطة كرة القدم اليابانية للمحترفين (اليابانية)
- فابينيو سانتوس على موقع قاعدة بيانات كرة القدم.إي يو (الإنجليزية)
- فابينيو سانتوس على موقع Soccerway.com (الإنجليزية)
- فابينيو سانتوس على موقع عالم كرة القدم.نت (الإنجليزية)